# Hoduloside I
L'hoduloside I (ou hodulcine) est un hétéroside (dammarane-type triterpène), isolé à partir des feuilles du Hovenia dulcis Thunb. (Rhamnaceae) aussi connue comme sous le nom commun de Raisinier de Chine.

## Histoire
En 1988, l'activité de diminution de perception de la saveur sucrée chez l'homme a été mise en évidence et une purification partielle du principe actif, nommé hodulcine, a permis de la définir comme un glycéride triterpénique de la saponine.
Par la suite une dizaine de composés similaires à l'hodulcine ont été identifiés et nommés hodulosides (I-X). L’hoduloside I (ou hodulcine) est celui qui a la propriété de masquer le goût sucré la plus prononcée, cependant elle est moins marquée que celle de l’acide gymnémique I. 

## Chimie
La partie aglycone de l'hoduloside I est l'hovenolactone. La partie glucidique le 3-O-[α-L-rhamnopyranosyl-(1→2)-β-D-glucopyranoside]-23-O-[β-D-glucopyranoside]
Il existe un isomère, l'hoduloside II (ou hovenolactone 3-O-{α-L-rhamnopyranosyl-(1→2)-[β-D-glucopyranosyl-(1→3)]-β-D-glucopyranoside}).